# Johan Kriek
Johan Christian Kriek (ur. 5 kwietnia 1958 w Pongoli) – południowoafrykański tenisista, od 1982 obywatel amerykański, zwycięzca Australian Open 1981 i Australian Open 1982.

## Kariera tenisowa
Jako nastolatek był mistrzem RPA szkół w kilku konkurencjach lekkoatletycznych. W 1977 był dziesiątą rakietą kraju, w 1978 debiutował w gronie zawodowców i w klasyfikacji ATP znalazł się w czołowej trzydziestce na świecie. Przeniósł się w tymże roku na stałe do USA i w sierpniu 1982 przyjął obywatelstwo amerykańskie. Pierwsze turniejowe zwycięstwo w cyklu Grand Prix odniósł w 1979 w Sarasocie.
Największe sukcesy odniósł w turnieju wielkoszlemowym Australian Open. Wykorzystując nieobecność wielu rywali Kriek wygrał turniej w 1981, pokonując w finale Steve’a Dentona w czterech setach. Tytuł obronił w 1982, po finale z tym samym przeciwnikiem. Był ponadto w półfinale w 1984 oraz w ćwierćfinałach w 1983 i 1985. Tak skuteczny na australijskiej trawie, nie powtórzył sukcesów na Wimbledonie, gdzie dwa razy był ćwierćfinalistą (1981, 1982). W 1986 doszedł do półfinału French Open, w 1980 do półfinału US Open. Na ćwierćfinałach starty w US Open kończył w 1978 i 1979.
Wygrał łącznie 14 turniejów singlowych i 8 deblowych, na koncie miał zwycięstwa m.in. nad Vitasem Gerulaitisem i Johnem McEnroe. We wrześniu 1984 zajmował 7. miejsce w rankingu światowym gry pojedynczej, w sierpniu 1988 – 12. pozycję w rankingu gry podwójnej. Zarobił na korcie ponad 2 miliony dolarów. Praworęczny tenisista, znany był z dynamiki na korcie i dobrej gry wolejowej.

### Finały w turniejach wielkoszlemowych

#### Gra pojedyncza (2–0)
| Końcowy wynik | Nr | Data | Turniej                    | Nawierzchnia | Przeciwnik   | Wynik finału       |
| ------------- | -- | ---- | -------------------------- | ------------ | ------------ | ------------------ |
| Zwycięzca     | 1. | 1981 | Australian Open, Melbourne | Trawiasta    | Steve Denton | 6:2, 7:6, 6:7, 6:4 |
| Zwycięzca     | 2. | 1982 | Australian Open, Melbourne | Trawiasta    | Steve Denton | 6:3, 6:3, 6:2      |